# Madame (cântăreață)
Francesca Calearo (n. 16 ianuarie 2002, Vicenza, Italia), cunoscută drept Madame, este o cântăreață italiană.